# ВЛ12
ВЛ12 (Володимир Ленін, 12-й тип; проектне позначення — ВЛ10м) — дослідний радянський магістральний 8-вісний електровоз постійного струму з реостатним пуском і незалежним збудженням тягових електродвигунів. У серію не пішов насамперед через складність і дорожнечу силових електронних систем.

## Проектування
Електровози ВЛ8 і ВЛ10 можуть працювати тільки в двосекційному варіанті. Однак часто необхідне застосування 12-вісних електровозів, які б складалися з 3-х секцій. При цьому потрібно, щоб кожна з секцій мала автономну силову схему. У результаті були розпочаті роботи зі створення нового електровоза на базі ВЛ10 (проектне позначення - ВЛ10м). Крім цього, було вирішено збільшити осьову потужність локомотива за рахунок застосування нових, більш потужних тягових електродвигунів типу НБ-407 з годинною потужністю 755 кВт (застосовувалися на електровозах ВЛ82м). До кінця 1972 року на Всеросійському науково-дослідному і проектно-конструкторському інституті електровозобудування технічний проект був виконаний і 19 грудня його розглянули на комісії локомотивного господарства науково-технічної ради МШС. В результаті розгляду проекту було рекомендовано на кожній секції збільшити число кабін до двох, тим самим забезпечивши повну автономність кожної з секцій, підвищити осьове навантаження до 25 тс, збільшити передавальне число редуктора (з 88:26 до 89:25, для підвищення сили тяги), а також підвищити потужність перетворювача для рекуперативного гальмування.
Далі проект вже розроблявся Всеросійським науково-дослідним і проектно-конструкторським інститутом електровозобудування і НЕВЗ спільно з Московським енергетичним інститутом і ТЕВЗом, при цьому був використаний досвід створення та експлуатації ЕРС зі статичними перетворювачами (ВЛ10-398, дослідний електропоїзд ЕР22). При проектуванні було вирішено застосувати незалежне збудження ТЕД. Через високу масу проектованого електровоза, конструктори відмовилися від ідеї двухкабінних секцій, що дозволило застосувати уніфіковані кузова від ВЛ80к і ВЛ80т. Через високі вісьові навантажень були застосовані візки аналогічні ВЛ82м, через велику кількість змін конструкції позначення змінилося на ВЛ12. У грудні 1973-го НЕВЗ випустив електровоз ВЛ12-001, а в 1974 році - ВЛ12-002.
Фактично електровоз вийшов схожим на ВЛ82м - ті ж тягові електродвигуни, число позицій контролера (25 на серієсному з'єднанні тягових двигунів секції, 13 на паралельному, всього 38), мостовий перехід з з'єднання на з'єднання (тоді як на ВЛ8 і ВЛ10 застосовувався шунтовой, на ВЛ11 і ВЛ11м вентильний), такий же по конструкції і розташуванню в хвості секції пусковий реостат, охолоджуваний двома підключеними паралельно реостата вентиляторами (аналогічне схемне рішення застосоване на електровозах ЧС2т, ЧС6, ЧС7). Головним нововведенням було застосування незалежного збудження ТЕД.

## Доля електровозів
Електровози спочатку проходили наладку і випробування на кільці заводу НЕВЗ. У результаті випробувань було відзначено, що електронна система покращує енергетичні властивості локомотива, а застосування незалежного збудження тягових двигунів знижує ймовірність боксування, а при його виникненні дозволяє швидше відновити зчеплення. Однак у звіті випробувачі скромно промовчали про те, що вся ця електронна система виявилася досить дорогою, а також складною в експлуатації та ремонті. У результаті лише в 1977 році електровози були направлені для експлуатації на Московську залізницю, де працювали в депо Москва-Сортувальна. При цьому електровози працювали лише на послідовному збудженні ТЕД. В 1980 році обидва електровоза були відсторонені від поїздної роботи оскільки не відповідали вимогам експлуатації. ВЛ12-002 був повернутий на завод, а ВЛ12-001 перевели на станцію Решетніково. У грудні 1987 його виключили з інвентарного парку залізниці.